# Jatropha pedersenii
Jatropha pedersenii är en törelväxtart som beskrevs av Alicia Lourteig. Jatropha pedersenii ingår i släktet Jatropha och familjen törelväxter. Inga underarter finns listade i Catalogue of Life.